# Hygropoda lineata
Espèce
Synonymes
- Dendrolycosa lineata Thorell, 1881
- Dendrolycosa exilis Thorell, 1881
- Hygropoda spuripes Strand, 1911

Hygropoda lineata est une espèce d'araignées aranéomorphes de la famille des Pisauridae.

## Distribution
Cette espèce se rencontre de l'Indonésie à l'Australie.

## Description
La femelle holotype mesure 11 mm.
Le mâle décrit par Raven et Hebron en 2018 mesure 8,6 mm et la femelle 8,8 mm.

## Publication originale
- Thorell, 1881 : Studi sui Ragni Malesi e Papuani. III. Ragni dell'Austro Malesia e del Capo York, conservati nel Museo civico di storia naturale di Genova. Annali del Museo Civico di Storia Naturale di Genova, vol. 17, p. 1-727 (texte intégral).